# Bulbophyllum turpe
Bulbophyllum turpe là một loài phong lan thuộc chi Bulbophyllum.